# USS Chicago (CA-14)
USS Chicago (позже CA-14, CL-14, IX-5) — американский бронепалубный крейсер. Первый из американских боевых кораблей, названных в честь города Чикаго.
Построен John Roach and Sons, Честер, Пенсильвания. Спущен на воду 5 декабря 1885 года. Введен в состав флота 17 апреля 1889 года, командир — кэптен Робсон (англ. H. B. Robeson).
Из-за быстрого развития кораблестроения в промышленную эпоху корабль устарел ещё при постройке.

## Служба[2]
7 декабря 1889 вышел из Бостона, прибыл в Лиссабон 21 декабря. Служил в европейских водах и Средиземном море в качестве флагмана Маневренной эскадры. 31 мая 1890 года отбыл в Фуншал (Мадейра), затем нанес визиты в порты Бразилии и Вест-Индии. Возвратился в Нью-Йорк 29 июля.
До 1893 года действовал у атлантического побережья обеих Америк и в Карибах в качестве флагмана Маневренной эскадры, затем флагмана Северо-атлантической эскадры. В апреле принял участие в международном военно-морском смотре у Хэмптон-Роудс. 18 июня 1893 года вышел из Нью-Йорка, направлен за океан флагманом Европейской станции. Возвратился в Нью-Йорк 20 марта 1895 года, выведен из состава флота 1 мая.В процессе реконструкции на верфи Бруклин Ярд старые котлы заменены новыми,6 водотрубными Бэбкока и 4 двойными цилиндрическими, при этом мощность машин выросла до 9000 л. с.,а скорость до 18,0 узлов. Произошли изменения и в составе артиллерии: 203-мм орудия остались, остальные заменены на 14 × 127-мм/40. Нормальное водоизмещение доведено до 5000 т.
Повторно введен в состав флота 1 декабря 1898 года. Совершил короткий поход в Карибское море. 18 апреля 1899 года отбыл на Европейскую станцию. Возвратился в Нью-Йорк 27 сентября, принял участие в морском параде 2 октября. 25 ноября вышел из Нью-Йорка в долговременное крейсерство флагманом Южно-атлантической эскадры. Находился в походе до начала июля 1901 года, затем служил флагманом Европейской станции.
В составе эскадры крейсировал в северо-европейских, средиземноморских и карибских водах до 1 августа 1903 года, после чего направился в Ойстер-Бей, штат Нью-Йорк, для президентского смотра.
С 3 января 1903 по 15 августа 1904 года «Чикаго» не был в боевом составе, проходил ремонт в Бостоне. Затем действовал у северо-восточного побережья США, а 17 ноября 1904 года вышел из Ньюпорт-Ньюс в Вальпараисо, Чили, куда прибыл 28 декабря. Там 1 января 1905 года сменил «Нью-Йорк» (ACR-2) в качестве флагмана Тихоокеанской станции. Затем в течение 3 лет действовал у Западного побережья и у Гавайев.
8 января 1908 года вышел из Сан-Диего назначением на восточное побережье, в мае присоединился к учебной эскадре Военно-морской Академии, с которой совершил летнее крейсерство до 27 августа. После этого переведен в резерв. Выведен из резерва на следующее лето (14 мая — 28 августа 1909), действовал у Восточного побережья, затем вернулся в Аннаполис. 4 января 1910 года оставил Академию, прибыл в Бостон 23 января. Затем находился в резерве, числился за морским ополчением Массачусета до 12 апреля 1916 года, затем Пенсильвании с 26 апреля 1916 по апрель 1917-го.
Перевооружен: 8 × 127-мм/40, 6 × 102-мм/40.
6 апреля 1917 года в Филадельфии корабль возвращен в боевой состав, и вошел флагманом в подводные силы Атлантического флота. 10 июля 1919 года покинул Нью-Йорк и возглавил 2-й крейсерский дивизион на Тихом океане. 17 июля 1920 года присвоено обозначение CA-14.
В 1921 году переклассифицирован, присвоено обозначение CL-14. С декабря 1919 по сентябрь 1923 года служил в 14-м дивизионе подводных лодок и тендером подлодок в базе Перл-Харбор.
Выведен из состава флота 30 сентября 1923 года в Перл-Харбор. До 1935 года использовался как плавучая казарма там же. 16 июля 1928 года переименован в «Альтон», обозначение IX-5. 15 мая 1936 года продан на металлолом. В июле 1936 года «Альтон» затонул в Тихом океане, при буксировке из Гонолулу в Сан-Франциско.

## Командиры
- 1889—… — капитан Робсон
- 1893—1895 — капитан Мэхэн